# Masamune Shirow
Masamune Shirow (jap. 士郎 正宗, Shirō Masamune; * 23. November 1961 in Kōbe) ist ein japanischer Manga-Zeichner, der vor allem durch die Reihe Ghost in the Shell bekannt wurde.
Der Name Masamune Shirow ist ein Pseudonym, das eigentlich einen bestimmten Schwerttyp bezeichnet, der richtige Name des Zeichners ist Masanori Ōta. Er kam bereits während seiner Schulzeit in Kontakt mit Manga – allerdings las er damals nicht eines der vielen Jungenmagazine, sondern Ribon, eines der populärsten und aufgrund seiner Qualität geachtetsten Mädchenmagazine.
Während seines Kunststudiums in Osaka konzentrierte er sich zunächst auf Ölmalerei, bis er im Februar 1983 mit Hilfe der Fanvereinigung Atlas seinen ersten Manga namens Black Magic herausbrachte. Im Februar 1985 erschien dann der erste Band der Appleseed-Serie im Seishinsha-Verlag. Bereits im November des gleichen Jahres folgte der zweite Teil des Appleseed-Epos, und auch Black Magic wurde von Seishinsha zur gleichen Zeit nachgedruckt. Zeitgleich zu seinem Debüt mit Appleseed 1 beendete Shirow sein Studium und wurde für die nächsten fünf Jahre Lehrer an einer Oberschule. Während dieser Zeit brachte er Dominion – Tank Police (1986), Appleseed 3 (1987) und Appleseed 4 (1989) heraus, bevor er seine Anstellung als Lehrer aufgab und sich ganz dem Manga-Zeichnen widmete.
1991 veröffentlichte Shirow mit Ghost in the Shell einen Meilenstein der Manga-Geschichte. Ghost in the Shell wurde zu einem der erfolgreichsten und bekanntesten Manga aller Zeiten, und der gleichnamige japanische Zeichentrickfilm (Anime) von Mamoru Oshii aus dem Jahr 1995 wurde weltberühmt. Die Geschichte vom weiblichen Cyborg und Geheimdienstoffizier Motoko Kusanagi und ihrer Jagd nach dem geheimnisvollen Hacker „Puppet Master“ hat das Genre des Sciencefiction-Films immer wieder maßgeblich beeinflusst. Eines der bekanntesten Beispiele dafür ist die Matrix-Trilogie, deren Schöpfer, die Wachowski-Geschwister, sich ausdrücklich als Shirow-Anhänger geäußert haben und viele Elemente aus Ghost in the Shell übernommen haben.

## Weitere Werke
- Orion (Dezember 1991)
- Intron Depot (Juli 1992), Artbook
- Neuro Hard (1993)
- Dominion Conflict
- Appleseed Hypernotes
- Dominion Calendar (1997)
- Cyberdelics Box (1997)
- Gemcat Calendar (1998)
- Illustrationen zum Roman Jashin Hunter (1998)
- Intron Depot 2: Blades! (1998), Artbook
- Illustrations Calendar (1999)
- Rebirth-1999 Calendar (2001)
- Intron Depot 3: Ballistics (2003), Artbook
- Intron Depot 4: Bullets (2004), Artbook
- Pieces (seit 2009, 5 Bände)